# Eduardo Bracco
Eduardo Antonio Bracco (n. 18 de marzo de 1959, Bragado, Provincia de Buenos Aires) es un empresario y piloto argentino de automovilismo de velocidad. Iniciado en el deporte motor en el año 2008, desarrolló sus primeros pasos compitiendo en categorías promocionales monomarca, como el Desafío Focus o la Fiat Linea Competizione. De esta última categoría, obtendría su primer título a nivel nacional en el año 2010. Tras su paso por el amateurismo, en 2011 comenzaría a dar forma a su carrera deportiva a nivel profesional, al debutar en la categoría TC 2000, compitiendo al comando de un Renault Mégane II del equipo Vitelli Competición. Su carrera daría un paso más en el año 2012, cuando al comando de un Ford Falcon del equipo de Enrique Candela, debutó en la divisional TC Pista Mouras de la Asociación Corredores de Turismo Carretera, categoría en la que continuaría compitiendo en los años siguientes, defendiendo las marcas Dodge y Ford. A la par de su carrera personal, acompaña también la carrera deportiva de su hijo Eduardo Bracco II, quien debutó en el año 2015 en la categoría Fórmula Metropolitana. Asimismo, continua su trabajo al frente de su empresa personal, dedicada al transporte automotor de pasajeros.

## Trayectoria
| Año  | Categoría                                       | Marca             |
| ---- | ----------------------------------------------- | ----------------- |
| 2008 | Debut en el Desafío Focus, 2 carreras           | Ford Focus I      |
| 2009 | Debut en la Fiat Linea Competizione. Subcampeón | Fiat Linea        |
| 2010 | Campeón de Fiat Linea Competizione              | Fiat Linea        |
| 2011 | Debut en TC 2000                                | Renault Mégane II |
| 2012 | Debut en TC Pista Mouras                        | Ford Falcon       |
| 2013 | TC Pista Mouras                                 | Ford Falcon       |
| 2013 | TC Pista Mouras                                 | Dodge Cherokee    |
| 2013 | Debut en Abarth Punto Competizione              | Abarth Punto EVO  |
| 2014 | TC Pista Mouras                                 | Dodge Cherokee    |
| 2014 | Abarth Punto Competizione                       | Abarth Punto EVO  |
| 2015 | TC Pista Mouras                                 | Ford Falcon       |
| 2016 | TC Pista Mouras                                 | Dodge Cherokee    |
| 2017 | TC Pista Mouras                                 | Dodge Cherokee    |
| 2018 | Fiat Competizione, 1 carrera                    | Fiat Tipo II      |
| 2018 | TC Pista Mouras, 2 carreras                     | Ford Falcon       |
| 2018 | Invitado a los 1000 km de Bs. As. (debut en TC) | Dodge Cherokee    |
| 2019 | TC Pista Mouras, 6 carreras                     | Dodge Cherokee    |
| 2020 | TC Pista Mouras, 2 carreras                     | Dodge Cherokee    |
| 2021 | TC Pista Mouras                                 | Dodge Cherokee    |

- [6]

## Resultados

### Turismo Competición 2000
| Año  | Equipo              | Auto              | 1  | 2   | 3   | 4   | 5   | 6   | 7  | 8   | 9   | 10  | 11  | 12  | 13  | Res. | Puntos |
| ---- | ------------------- | ----------------- | -- | --- | --- | --- | --- | --- | -- | --- | --- | --- | --- | --- | --- | ---- | ------ |
| 2011 |                     |                   | GR | SFE | SFE | SMM | SJU | RES | AG | TRH | LPL | TRE | JUN | PDF | PAR | -    | 0      |
| 2011 | Vitelli Competición | Renault Mégane II | 20 | Ret | 18  | 24  | 25  | 26  | 20 | Ret | Ret | Ret | 26  | Ret | 21  | -    | 0      |

#### Copa de Pilotos Privados
| Año  | Equipo              | Auto              | 1  | 2   | 3   | 4   | 5   | 6   | 7  | 8   | 9   | 10  | 11  | 12  | 13  | Res. | Puntos |
| ---- | ------------------- | ----------------- | -- | --- | --- | --- | --- | --- | -- | --- | --- | --- | --- | --- | --- | ---- | ------ |
| 2011 |                     |                   | GR | SFE | SFE | SMM | SJU | RES | AG | TRH | LPL | TRE | JUN | PDF | PAR | 8°   | 15,5   |
| 2011 | Vitelli Competición | Renault Mégane II | 3  | Ret | 4   | 8   | 6   | 9   | 4  | Ret | Ret | Ret | 4   | Ret | 4   | 8°   | 15,5   |

## Palmarés
| Título     | Categoría               | Automóvil  | Año  |
| ---------- | ----------------------- | ---------- | ---- |
| Subcampeón | Fiat Linea Competizione | Fiat Linea | 2009 |
| Campeón    | Fiat Linea Competizione | Fiat Linea | 2010 |